# ویتو اندرس بارتولی
ویتو اندرس بارتولی (انگلیسی: Vito Andrés Bártoli؛ ۲۵ مه ۱۹۲۹ – ۲۴ ژانویهٔ ۲۰۱۹) بازیکن فوتبال اهل آرژانتین بود.
از باشگاه‌هایی که در آن بازی کرده‌است می‌توان به باشگاه فوتبال اسپورتینگ کریستال و باشگاه ورزشی دیپورتیوو کالی اشاره کرد.